# (1365) Хеньи
(1365) Хеньи (нем. Henyey) — астероид главного пояса, который был открыт 9 сентября 1928 года немецким астрономом Максом Вольфом в обсерватории Хайдельберг в Германии и назван в честь американского астронома Льюиса Дж. Хеньи, который изучал горизонтальный участок диаграммы Герцшпрунга — Рассела, впоследствии получивший название Трек Хеньи.

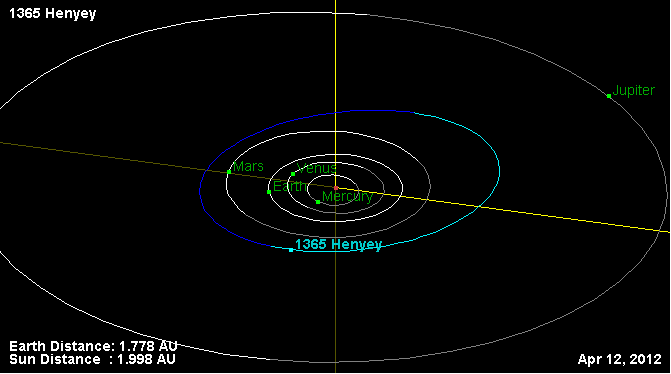
Орбита астероида Хеньи и его положение в Солнечной системе